# Ricardo Ramirez
Ricardo Ramirez CSB (ur. 12 września 1936 w Bay City, Teksas) – amerykański duchowny katolicki, biskup Las Cruces w Nowym Meksyku w latach 1982-2013.
Po ukończeniu szkoły średniej w rodzinnym mieście podjął dalszą naukę na Uniwersytecie św. Tomasza w Houston, gdzie uzyskał stopień bakałarza. Wstąpił następnie do bazylianów i odbył formację w Toronto w Kanadzie. 10 grudnia 1966 otrzymał święcenia kapłańskie i został skierowany do jednej z parafii w Owen Sound. W kolejnych latach ukończył Uniwersytety w Detroit i Manili. Pracował również duszpastersko na terenie Meksyku, po czym w 1976 osiadł w archidiecezji San Antonio.
27 października 1981 otrzymał nominację na biskupa pomocniczego San Antonio ze stolicą tytularną Vatarba. Sakry udzielił mu Patrick Flores, ówczesny metropolita San Antonio. 17 sierpnia 1982 mianowany został pierwszym ordynariuszem nowo utworzonej diecezji Las Cruces. Ingres miał miejsce 18 października 1982 roku. 
10 stycznia 2013 papież Benedykt XVI przyjął jego rezygnację ze względu na osiągnięty wiek emerytalny.